# Hédervári (Mondkrater)
Hédervári ist ein Einschlagkrater auf der Mondvorderseite in der Nähe des Südpols.
Der Krater liegt südlich des Kraters Hale und nördlich des angrenzenden Kraters Amundsen. In östlicher Richtung stößt man auf Idel'son.
Der Krater ist stark erodiert und weist einen Zentralberg auf. Der nördliche Kraterrand ist durch den kleineren Einschlagkrater Amundsen C überlagert.
Der Krater wurde 1994 von der IAU nach dem ungarischen Geowissenschaftler Péter Hédervári offiziell benannt. Zuvor war er als Nebenkrater Amundsen A geführt.